# سوزان سابانجی دینچر
سوزان سابانجی دینچر (به ترکی استانبولی: Suzan Sabancı Dinçer) (زاده ۱۹۶۵) کارآفرین، بانکدار و مدیر ارشد اجرایی ترکیه‌ای است، که در حال حاضر به‌عنوان رییس هیئت مدیره آکبانک فعالیت می‌کند. وی از اعضای خانواده سابانجی می‌باشد.